# Гранден, Эйо
Эйо Гранден (фр. Elliot Grandin; 17 октября 1987, Кан) — французский футболист, полузащитник.

## Карьера

### Кан
Гранден начал свою профессиональную футбольную карьеру в родном городе в клубе «Кан». Он дебютировал в первой команде в сезоне 2004/05, выйдя на замену 28 мая 2005 года в 3:2 поражение в «Истр», этот матч был единственным в том сезоне, «Кан» по итогам сезона покинул Лигу 1. В сезоне 2005/06 «Кан» занял четвёртое место в Лиге 2 , и упустил право участия в Лиге 1 лишь по разнице забитых и пропущенных мячей. Гранден вышел на поле в общей сложности в девятнадцати матчах, в которых забил три гола. В течение следующего сезона он был частью команды, которая завершила сезон на втором месте в Лиге 2 и добилась выхода в Лигу 1. Он провёл 23 матча, забив дважды. В сезоне 2007/08 он сыграл 20 матчей, забив один гол. В общей сложности за «Кан» он провёл 58 матчей, забив девять голов.

### Олимпик Марсель
28 января 2008 года, в середине сезона 2007/08, Гранден был приобретён «Олимпик Марсель» за 400 000 евро. Его дебют состоялся 9 февраля в матче против «Ниццы», в котором «Марсель» одержал победу. В том сезоне Гранден отыграл восемь матчей в высшем эшелоне чемпионата Франции, большинство из них в качестве замены. В своём первом матче против «Монако» в 1/16 финала Кубка Франции он сделал голевую передачу второго гола, забитого Матьё Вальбуэна. 17 мая 2008 года в последнем туре сезона против «Страсбура», он вышел на замену после травмы нападающего Мамаду Ньянга, и послал голевую передачу для Самира Насри, которая помогла «Марселю» выиграть со счётом 4:3, благодаря чему клуб получил право на участие в предварительном раунде Лиги чемпионов. 
В своём втором сезоне, Гранден был в стартовом составе в первой игре сезона против «Ренна», Марсель забил 4-й гол в добавленное время. Матч закончился ничьей со счётом 4:4. 13 августа 2008 года состоялся его дебют в международных матчах, когда Эйо отыграл в третьем квалификационном раунде Лиги чемпионов, в итоге «Марсель» по сумме двух матчей обошёл норвежский клуб «Бранн». В сезоне 2008/09 он провёл восемь матчей, забив дважды. Затем Гранден потерял расположение главного тренера клуба Эрика Геретса к себе и жаловался на отсутствие игрового времени в «Марселе». 18 августа 2009 года по сообщению L’Équipe, Гранден находился в Англии и хотел подписать контракт с клубом Премьер-лиги «Сток Сити», однако вернулся через пять дней, так как французский клуб не устроила сумма сделки в 1 миллион Евро. После возвращения во Францию 2 сентября 2009 года, «Марсель» расторг контракт Грандена.

### Гренобль
30 января 2009 года Гранден присоединился к клубу Лиги 1 «Гренобль» на правах аренды в течение пяти месяцев. Он дебютировал 7 февраля в матче, завершившимся нулевой ничьей дома против «Валансьена». В общей сложности он провёл восемь игр за «Гренобль», прежде чем вернуться в «Марсель» по окончании сезона.

### ЦСКА (София)
5 января 2010 года по сообщению прессы, он находился в переговорах с клубом румынской Лиги I «Рапид» из Бухареста, и, как полагают, собирается подписать контракт с клубом. Тем не менее 20 января он подписал 18-месячный контракт с болгарским клубом ЦСКА из Софии, после того как они сделали ему выгодное предложения, по условиям которого он получал 30 % от любой будущей сделки от выручке от продажи Эйо.
Он провёл свой дебютный матч за ЦСКА 13 марта 2010 года против клуба «Спортист» из Своге, забив в том матче свой первый гол, который помог ему клубу одержать разгромную победу со счётом 4:1. Он отыграл в сезоне 2009/2010 в общей сложности в десяти матчах, забив четыре гола, по итогам сезона ЦСКА финишировал вторым. 1 августа 2010 года он играл в стартовом матче сезона 2010/2011, в матче, закончившемся домашним поражением в софийском дерби против «Левски» со счётом 0:1. Четыре дня спустя он играл в Северной Ирландии в третьем отборочный раунде Лиги Европы УЕФА сезона 2010/11 года, в победном матче со счётом 2:1 в Клифтонвилле на стадионе «Уиндзор Парк» в Белфасте. Этот матч был последним в составе софийского клуба.

### Блэкпул
11 августа 2010 года, Гранден подписал двухлетний контракт со вновь вышедшим в Премьер-лигу клубом «Блэкпул», с возможностью продления ещё на один год.
Через пять месяцев после своего прибытия в Блэкпул, Гранден вспоминая свою первую встречу с главным тренером клуба Ианом Холлоуэйем, в которой рассказал про откровения Холлоуэя, который дал ему многообещающую карьеру после нескольких неудачных трансферов. Я был удивлён [им] подумал: «Англии, как это? Он сумасшедший, он любит шутить, но он может быть очень серьёзным, он человек, который очень близок к своим игрокам, и он очень хочет защитным. Мы реально сплочённы. Это не тот случай, его бытие, кроме игроков — мы все вместе, Он личность, немного сумасшедший, но в хорошем смысле этого слова, он приносит много положительных эмоций в подготовку к матчам, и это здорово для нас, игрокам команды очень нравится тренерский подход Иана, он нам говорит, что у нас очень сильная команда в плане этики. Это не будет легко, потому что остальные команды знают хорошо нас сейчас, но мы должны придерживаться наших ценностей, забивать голы, атаковать, а не сидеть в защите. Мы всегда собираемся придерживаться атакующего футбола. Однако, это не лучший способ игры прежде всего, в футболе, мы должны забивать голы, рисковать. Если мы проигрывали в матче, то по крайней мере, дали все силы, что у на есть. Иан Холлоуэй хочет, чтобы мы играли в комбинационный футбол, и это его видение. Он был очень важен для меня. Мне повезло, что я работал с этим тренером. Он был очень важен для меня. После того как в Болгарии было нелегко, но это было что-то мне нужно — идти дальше, чтобы быть открытыми для новых идей, и он сделал меня лучше, я смог сосредоточиться на моей игре футбол. Именно благодаря своим временем в Болгарии, что я оказался в Премьер-лиге. Мы многому научились в первой части сезона. Мы уступили довольно много матчей в концовке — для большинства игроков в нашей команде, был первый сезон в Премьер-лиге, который дал бесценный опыт в будущем».
Три дня спустя он дебютировал в качестве игрока «Блэкпул» в Премьер-лиге, который завершился победой со счётом 4:0 победу над клубом «Уиган Атлетик» на стадионе «Ди-дабл-ю». 12 февраля 2011 года в домашнем матче против «Астон Виллы» (1:1) Гранден забил свой первый гол за клуб. «Этот гол очень важен для меня и моей уверенности, и я очень рад меня поздравили моя семьёй и друзья» — он сказал официальном Блэкпул после игры. «Я надеюсь забить много голов для Блэкпула».
После вылета «Блэкпула» чемпионат после одного сезона, Гранден получил травму ноги, из-за которой он остался вне футбола в течение четырёх недель. После отсутствует 17 игр из-за травмы, Гранден вернулся на поле в победном матче против «Барнсли», завершившимся со счётом 3:1. В январе 2012 года Гранден забил свои первые голы в сезоне 2011/12 в играх против «Ипсвич Таун» и «Кристал Пэлас». В январе 2013 года, во время своего пребывания в «Блэкпуле», Гранден принял ислам благодаря своей алжирской девушке.

### Ницца
28 января 2012 года Гранден вернулся на родину, где выступал на правах аренды в «Ницце».

## Международная карьера
В 2005 году Гранден был в составе молодёжной сборной Франции, который выиграла Кубок Меридиана в Турции. В 2008 году он сыграл три матча, в которых, забив один гол в составе молодёжной сборной.
В 2008 Эйо перебрался в Сборную Франции. Он не сыграл не одного матча и не забил ни одного гола.